# Benigny
Benigny, Benignus – imię męskie pochodzenia łacińskiego. Wywodzi się od słowa „uprzejmy”, „przyjazny”. Patronem imienia jest m.in. św. Benigny z Dijon, męczennik z II wieku.
Benigny imieniny obchodzi 13 lutego, 6 czerwca, 1 listopada i 9 listopada.
Żeński odpowiednik: Benigna